# Anjō
Anjō (jap. 安城市 Anjō-shi) – miasto w Japonii, na wyspie Honsiu, w prefekturze Aichi.
Anjō otrzymało prawa miejskie 5 maja 1952 roku. 1 kwietnia 1967 roku miasto powiększyło się o teren miasteczka Sakura.

## Położenie
Miasto leży w środkowej części prefektury i sąsiaduje z:
- Okazaki
- Toyota
- Nishio
- Chiryū
- Kariya
- Takahama
- Hekinan

## Transport

### Kolejowy
Przez miasto przebiega linia Tōkaidō Shinkansen zatrzymując się na stacji Mikawa-Anjō. Pozostałe linie Główna linia Tōkaidō ma przystanek na stacji Anjō a linie Meitetsu Nagoya oraz Nishio zatrzymują się na stacji Shin-Anjō.

### Drogowy
- Droga krajowa nr 1, 23.

## Uczelnie
- Aichi University of Technology

## Populacja
Zmiany w populacji Anjō w latach 1970–2015:
| Rok  | Populacja |
| ---- | --------- |
| 1970 | 94 307    |
| 1975 | 111 047   |
| 1980 | 123 843   |
| 1985 | 133 059   |
| 1990 | 142 251   |
| 1995 | 149 464   |
| 2000 | 158 824   |
| 2005 | 170 250   |
| 2010 | 178 738   |
| 2015 | 184 163   |

## Miasta partnerskie
- Stany Zjednoczone: Huntington Beach (od 4 lipca 1982)[2]
- Australia: Hobsons Bay (od 17 października 1988)[2]
- Dania: Kolding (od 24 kwietnia 1997)[2]